# 509e régiment de chars de combat
Le 509e régiment de chars de combat (509e RCC) est un régiment de chars de combat. Créé à la fin de la Première Guerre mondiale, il est dissous au début de la Seconde Guerre mondiale.

## Création et différentes dénominations
- novembre 1918 : création du 509e régiment d’artillerie spéciale (509e RAS)
- 1920 : le 509e RAS prend le nom de 509e régiment de chars blindés (509e RCB)[1]
- 1923 : le 509e RCB prend le nom de 509e régiment de chars de combat (509e RCC)[1]
- 1929 : le 509e régiment de chars de combat est dissous puis est reformé par changement de nom du 520e régiment de chars de combat[1]
- 1939 : le 509e régiment de chars de combat est une nouvelle fois dissous

## Chefs de corps
- 1919 : colonel Gizard
- 1928 : Colonel Henri Lemar (1875, †1933)

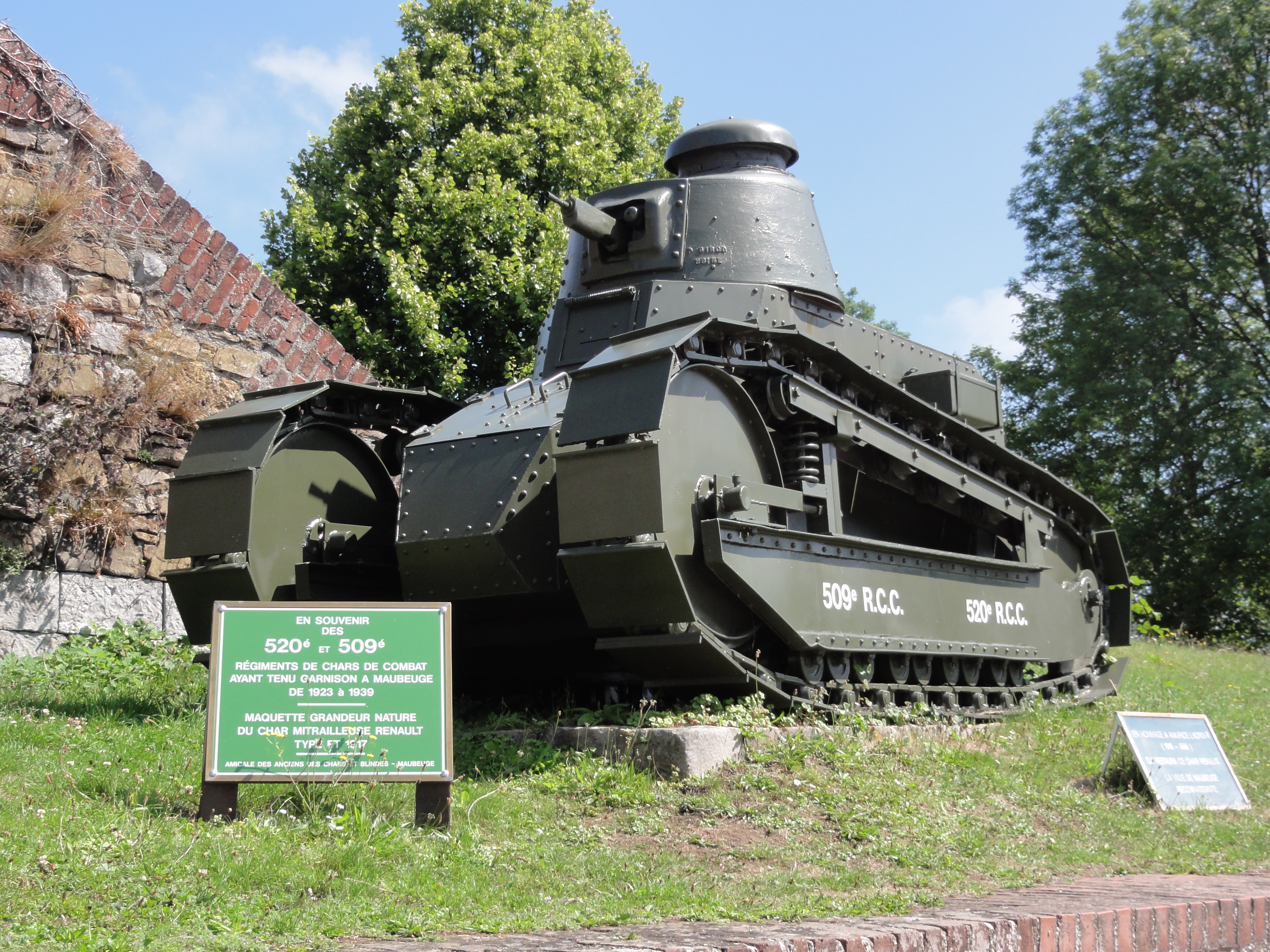
Maquette de char FT à Maubeuge, en souvenir de la présence des et RCC dans la ville.

- 1937 - 1938 : colonel Laurent
- 1938 - 1939 : colonel Marc[2]

## Historique des garnisons, campagnes et batailles

### Première Guerre mondiale

#### 1918

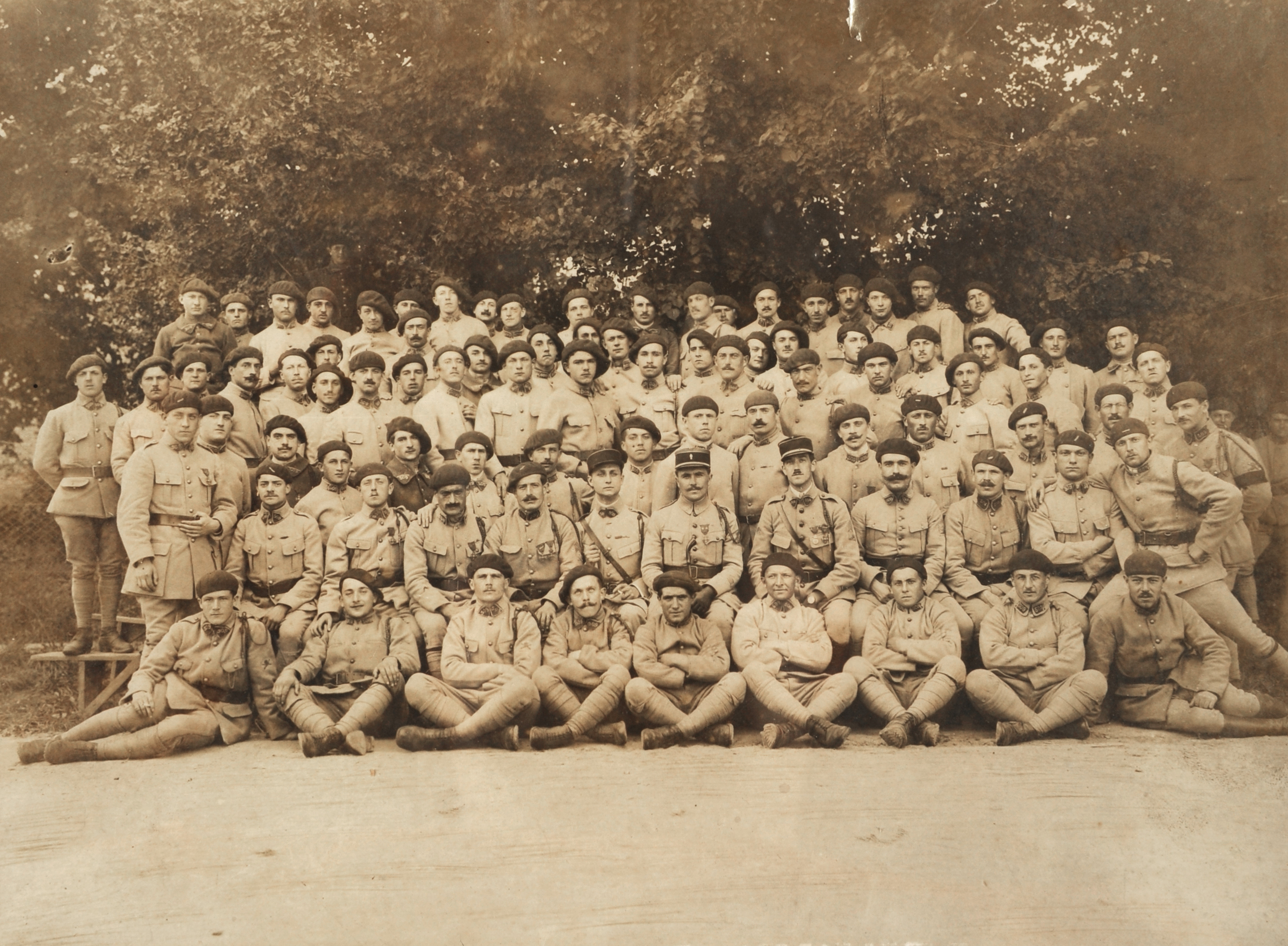
Photo de groupe du d'artillerie spéciale en 1919.

Le régiment est créé en novembre 1918.
Il est créé avec les groupements AS XII (groupes AS 37, 38 et 39) et IV (groupes AS 14, 16 et 17). Ses groupements deviennent ensuite des bataillons de chars légers[réf. souhaitée] :
- 25e bataillon : compagnies AS 373, 374 et 375.
- 26e bataillon : compagnies AS 376, 377 et 378.
- 27e bataillon : compagnies AS 379, 380 et 381.

### Entre-deux-guerres
Le régiment est en garnison à  Lille de 1918 à 1923, puis à  Valenciennes de 1923 à 1929 et à Maubeuge, caserne Joyeuse, de 1929 à 1939.

### Seconde Guerre mondiale

#### 1939
À la mobilisation de 1939, le régiment est dissous. Le 26 août, son 1er bataillon devient le 25e bataillon de chars de combat et le 2d le 26e bataillon de chars de combat. Formé à partir du régiment, le centre mobilisateur des chars de combat no 509 participera également à la mise sur pied des 38e, 39e, et 42e BCC.

## Traditions

### Insigne
L'insigne présente les marques héraldiques des chars de combat : heaume, canons croisés et salamandre. En dessous, il porte la devise du régiment, « Flandre au lion » et un écu aux armes de Flandres, chargé également du numéro du régiment.

### Étendard

Dessin du revers de l'étendard du régiment.

Il porte, cousues en lettres d'or dans ses plis, les inscriptions suivantes :
- Le Matz-L'Ourcq 1918
- Soissonnais 1918
- Saint-Mihiel 1918
- Montfaucon 1918

### Décorations
Deux compagnies du régiment portent la fourragère aux couleurs de la croix de guerre 1914-1918 (deux citations), par décision du 25 décembre 1918, les compagnies AS 377 (ex-groupe AS 14) et 378 (ex-groupe AS 17). 

### Refrain
« Il est le lion de Flandres, comme lui y en a pas deux »

## Personnalités ayant servi au sein du régiment
- Daniel Divry (1912-2001), Compagnon de la Libération ;
- René Lenoir (1913-1996), Compagnon de la Libération ;
- Alfred de Schamphelaëre (1915-1944), chef de char, Compagnon de la Libération, mort pour la France lors de la bataille d'Alsace.

## Sources et bibliographie
- Andolenko (général), Recueil d'historique de l'arme blindée et de la cavalerie, Paris, Eurimprim, 1968.
- Laurent Delplace, « Le 509e RCC, régiment de Maubeuge 1939-1940 », Militaria Magazine, no 194,‎ septembre 2001, p. 51-60.
- Stéphane Bonnaud, « Le 509e régiment de chars de combat, 1918-1940, 1re partie », Militaria Magazine, no 413,‎ février 2020.
- Stéphane Bonnaud, « Le 509e régiment de chars de combat, 1918-1940, 2e partie », Militaria Magazine, no 421,‎ octobre 2020, p. 58-.